# Sinara Rúbia
Sinara Rúbia Ferreira (Raposo, Itaperuna, 4 de julho de 1976) é uma escritora brasileira de livros infantis, educadora, contadora de histórias e mestra em Relações étnico-raciais do Centro Federal de Educação Tecnológica Celso Suckow da Fonseca (CEFET/RJ)., Pós graduanda em História da África e Diáspora Atlântida. Pesquisadora nas áreas de Literatura Infantojuvenil Negra e Contação de Histórias de Inspiração Griô. Também é educadora, escritora e instrutora nas áreas de arte e cultura e escritora de Literatura Infantojuvenil Negra. Trabalhou e compôs grupos, projetos e organizações que atuam nas áreas de Direitos Humanos, Combate ao Racismo e à Violência de Gênero, Desenvolvimento Territorial e Geração de Renda. Consolidou sua experiência na criação e produção ao atuar em diversas funções na 0execução de projetos sociais/culturais como coordenação, mediação, facilitação, tutoria, consultoria técnica (administrativa ou artística),planejamento administrativo, plano de negócios, e na própria Produção. Integrou a equipe de Coordenação da Agência de Redes para Juventude, fez parte da gestão de grupos culturais que realizam ações com diversas linguagens artísticas. Foi Assessora de Práticas Antirracistas, SMC/RIO e Gerente de Livro e Leitura, SMC/RIO. Atualmente é Diretora-Presidente do MUHCAB/RIO ( Museu da História e da Cultura Afro-Brasileira

## Biografia
Nascida no interior do estado do Rio de Janeiro, no pequeno povoado de Raposo, uma das estâncias hidrominerais mais procuradas no estado como destino turistico; que é distrito da cidade de Itaperuna.
Em 2001, ao tentar apresentar referências literárias negros para sua filha percebeu a escassez do tema na literatura nacional brasileira. Daí teve a ideia de criar a história da personagem ficcional Alafiá, uma princesa guerreira negra do Reino do Daomé.
Tendo que apresentar um Trabalho acadêmico  para concluir o curso de letras-Português/Literatura da Universidade Estácio de Sá, no campus de Petrópolis, optou por um pesquisa de campo com meninas negras de 5 a 12 anos. Sua monografia teve objetivo analisar como o universo da literatura infantil influenciava na construção da identidade de uma criança negra com a presença hegemônica de personagens brancos com biotipo europeu. Concluiu que a literatura infantil só com personagens brancos dos contos de fadas impactava a construção da identidade das crianças negras. Segundo a professora, com as entrevistas, ela percebeu que com essa ausência, somada a outros mecanismos de imagens como a televisão, as bonecas e os brinquedos, a literatura legitimava a presença desqualificada que contribuía no processo de branqueamento e negação negra.
Usando referências negras e correlacionando com a Diáspora africana e seus efeitos na construção da sociedade brasileira, em 2007 escreveu o primeiro conto; que narra a história da princesa Alafiá, escrito após a conclusão de sua monografia.

Com o objetivo de fazer uma representação mais real, para a criação de Alafiá, Sinara entrevistou meninas negras integravam o sistema público de ensino da cidade de Petrópolis. Durante as entrevistas, percebeu que as crianças preferiam algo próximo ao biótipo físico delas.
Participa da Festa Literária das Periferias em 2018, realizando apresentações artísticas sobre a cultura afro-brasileira.
A partir do conto Alafiá feito anteriormente, em 2019, publica o livro ilustrado Alafiá, a princesa guerreira negra, publicado pela Editora Nia e ilustrado por Valéria Felipe, que foi lançado em 15 de junho em um evento no MAR — Museu de Arte do Rio. No dia 2 de setembro do mesmo ano participa da Bienal do Livro do Rio de Janeiro, como uma das palestrantes da Roda de Conversa com contação de história "A urgência da literatura negra na contemporaneidade" Seu livro também foi lançado durante a Festa Literária Internacional de Paraty, além disso realizou contação de histórias negras.
Em 2020, em parceria com o ilustrador Renato Cafuzo, Sinara Rúbia lançou a coleção Griôs da Tapera composta por de quatro livros que tem como inspiração histórias e relatos de griôs do Quilombo da Tapera, localizado no Vale do Cuiabá, em Itaipava, município de Petrópolis.
Sinara Rúbia ministra cursos por todo o Brasil para professores, educadores, artistas e estudantes sobre a história negra e literatura infanto-juvenil, além de ser a contadora de histórias da Central Única das Favelas (Cufa). Ainda coordena a gestão de alguns grupos culturais como Sinara Rubia Cultura, Grupo Cultural Vozes da África, Grupo Cultural Balé das Iyabas, Movimento As Panteras Negras, entre outros. Ministra cursos de Contação de História e Literatura Infantojuvenil Negra, e é criadora do Grupo Ujima, um coletivo que reúne contadores formados nesses cursos

## Principais obras infantis
- Alafiá, a princesa guerreira
- As Pedras da Tapera
- Dona Sebastiana e Como Tudo Começou
- Tapera Encantada
- Como Proteger as Crianças e Faze-las Crescerem Fortes. O dia em que descobri o que é o axé!

## Prêmios
- 2015: Moção Honrosa - Reconhecimento pela luta da Igualdade Racial. Prefeitura de Petropolis.

- 2007: Prêmio Mostra de Teatro de Petrópolis , com a performance Ton Ogbon. Fundação de Cultura e Turismo de Petrópolis.

- 2007: Prêmio Especial Literário do site do Poeta Lima Coelho - Publicação do Conto A Princesa Alafiá, na Revista EPARREI da casa da Cultura da Mulher Negra; São Paulo. Cultura da Mulher Negra; São Paulo.

- 2006: Prêmio Mostra de Teatro de Petrópolis, com a performance poética Navio Negreiro. Fundação de Cultura e Turismo de Petrópolis.